# Nadieżda Fiodorowa
Nadieżda Pietrowna Fiodorowa (ros. Надежда Петровна Фёдорова; ur. 21 lutego 1992) – rosyjska zapaśniczka walcząca w stylu wolnym. Brązowa medalistka mistrzostw Europy w 2014. Druga w Pucharze Świata w 2015 i ósma w 2012. 
Mistrzyni świata juniorów w 2011 i Europy w 2010 i 2011. Mistrzyni Europy U-23 w 2015. Mistrzyni Rosji w 2012, trzecia w 2013 i 2015 roku.